# آلن دوگدیل
آلن دوگدیل (انگلیسی: Alan Dugdale؛ زادهٔ ۱۱ سپتامبر ۱۹۵۲) بازیکن فوتبال اهل بریتانیا است.
از باشگاه‌هایی که در آن بازی کرده‌است می‌توان به باشگاه فوتبال بارنزلی، باشگاه فوتبال چارلتون اتلتیک، و باشگاه فوتبال کاونتری سیتی اشاره کرد.